# Yuri Kondratiuk
Yuri Vasílievich Kondratiuk (en ucraniano: Ю́рій Васи́льович Кондратю́к), pseudónimo de Aleksandr Ignátievich Shargéi (Олександр Гнатович Шаргей, Poltava, Imperio ruso, 21 de junio de 1897 - supuestamente en Zasetski, óblast de Kaluga, Unión Soviética, 25 de febrero de 1942) fue un teórico pionero de la astronáutica y del viaje espacial, ucraniano y soviético. Fue un teórico visionario que a los veinte años ya anticipaba formas de llegar a la Luna. 

## Biografía

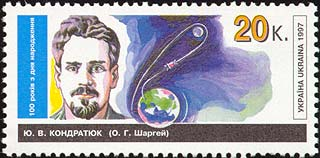
Sello de Ucrania (1997).

Kondratiuk nació en Poltava, en la actual Ucrania, entonces Imperio ruso, en una familia de alemanes rusificados. Su padre, Ignati Benedíktovich Shargéi estudió física y matemáticas en la Universidad de Kiev. Su madre, la baronesa Ludmila Lvovna Schlippenbach, descendiente de Wolmar Anton von Schlippenbach, enseñaba francés en una escuela de Kiev. Siendo muy joven, sus padres se divorciaron, por lo que fue criado por su abuela paterna. 
En 1916 entró en el Instituto Politécnico de Petrogrado, aunque poco tiempo después fue reclutado para el ejército en la Primera Guerra Mundial. Durante su servicio militar elaboró cuatro cuadernos sobre teorías para llegar a la Luna, entre las que estaba la idea de enviar una nave espacial de la que saliera un módulo de aterrizaje (estrategia que usarían los científicos del programa Apolo). Escribió detallados cálculos de la trayectoria para pasar de la órbita de la Tierra a la órbita de la Luna y regresar, una trayectoria conocida como ruta de Kondratiuk o bucle de Kondratiuk. En 1924 fundó junto con Konstantín Tsiolkovski y Friedrich Zander la Sociedad para el estudio de los viajes interplanetarios. En 1925 envió a Vladímir Vetchinkin su libro manuscrito sobre cohetes espaciales. Hasta entonces su trabajo era poco conocido.
Por haber sido oficial zarista temía represalias del gobierno soviético y cambió su pasaporte por el de un fallecido en 1921, Kondratiuk. Trabajó como mecánico en el sur de Ucrania, el Kubán, el Cáucaso Norte y se estableció en Novosibirsk, en Siberia. Construyó sin un solo clavo un gigantesco elevador de cangilones (Mastodont) en un granero de 13 000 toneladas en Kamen-na-Obi, en tiempos de escasez de metal en Siberia. Por esta idea, en 1930 fue condenado por la NKVD a tres años de Gulag por saboteador (fue rehabilitado por falta de pruebas el 26 de marzo de 1970, su máquina duró hasta la década de 1990). En lugar de a los campos, Kondratiuk fue enviado a una sharashka, donde diseñó maquinaria para la minería del carbón en la cuenca de Kuznetsk. 
Trabajó en un proyecto para un concurso para la construcción en Crimea de un gran generador de eólico, patrocinado por Sergo Ordzhonikidze (comisario político del Comité de Industria Pesada), con los ingenieros Piotr Gorchakov y Nikolái Nikitin. Consistía en una torre de 165 m de altura con una hélice capaz de generar 12.000 kW. En 1932 su proyecto fue seleccionado ganador y fueron invitados a Moscú antes de ser trasladado a Járkov para la construcción. En Moscú conoció a Serguéi Koroliov, por entonces jefe del GIRD, que le ofrece un puesto en su plantilla, que rechaza temiendo que se desvele su verdadera identidad al ser posiblemente investigado por la NKVD. Trabajaron en el proyecto del aerogenerador hasta la muerte de Ordzhonikidze en 1937. El proyecto fue considerado demasiado caro y peligroso y fue clausurado, con la torre a medio construir. Nikitin utilizaría los conocimientos adquiridos en la construcción de la Torre Ostankino en la década de 1960. El grupo formado por Kondratiuk, Gorchakov y Nikitin se dedicó al diseño de pequeñas turbinas eólicas de 150-200 kW para granjas. Por entonces se enteró del arresto de Koroliov bajo cargos de traición por perder el tiempo con naves espaciales por lo que intentó sacar del país sus abundantes papeles sobre el tema (una vecina los sacaría hacia los Estados Unidos tras la Segunda Guerra Mundial). También se envió una copia al Museo Estatal de Historia de la Cosmonáutica K.E Tsiolkovski, en Kaluga. 
Durante la guerra se alistó en el ejército voluntariamente en junio de 1941 y murió mientras arreglaba un cable de comunicaciones en combate el 25 de febrero de 1942 cerca de Zasetski. El 3 de octubre también ha sido dado como fecha de su muerte. Está enterrado en Kritsovo, óblast de Kaluga.
Hay constancia de que el astronauta Neil Armstrong, visitó su casa natal en algún momento después del regreso de su viaje a la luna.

## Obra

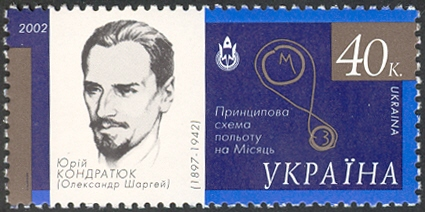
Sello de Ucrania (2002).

- Tem, kto udet chitat, chtovi stroit (Тем, кто будет читать, чтобы строить, 1919)
- La conquista del espacio interplanetario (Завоевание межпланетных пространств, 1929)

## Eponimia
- El cráter lunar Kondratyuk lleva este nombre en su memoria.
- El asteroide (3084) Kondratyuk también conmemora su nombre.